# Ambassade des États-Unis en Israël

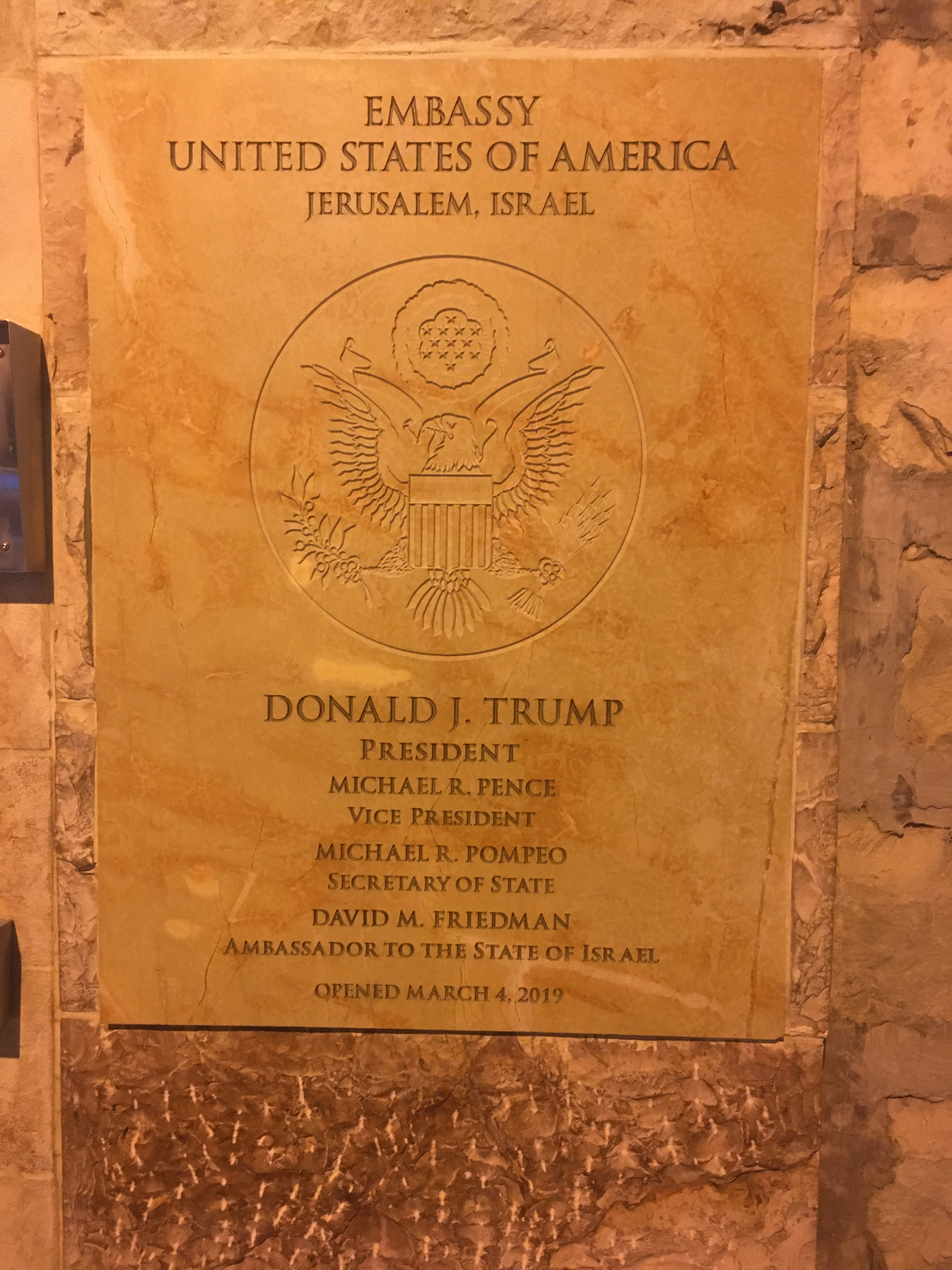
Plaque commémorative sur un bâtiment de l'ambassade des Etats-Unis à Jérusalem, 18 rue Gershon Agron (ancien consulat général)

L'ambassade des États-Unis en Israël est la représentation diplomatique des États-Unis auprès d'Israël. Elle est située à Jérusalem depuis le 14 mai 2018. 

## Histoire

### Création
Les États-Unis sont le premier pays à reconnaître de facto le nouvel État d'Israël le 14 mai 1948. La reconnaissance de jure a eu lieu le 31 janvier 1949. Peu de temps après, l'ambassade américaine à Tel Aviv est ouverte. James Grover McDonald devient le premier ambassadeur le 28 mars 1949.

### Débat sur le transfert à Jérusalem
La loi sur l'ambassade de Jérusalem, adoptée par le Congrès en 1995, oblige les États-Unis à transférer leur ambassade en Israël de Tel-Aviv à Jérusalem d'ici le 31 décembre 1999 et à ce que les États-Unis considèrent Jérusalem comme la capitale d'Israël. L'ambassade reste toutefois à Tel Aviv parce que la loi permet également au président de « reporter indéfiniment l'application de la loi si le déménagement présente des problèmes de sécurité nationale ». 
Les accords d'Oslo prévoient que le statut de Jérusalem doit être négocié
Le consulat général à Jérusalem, créé en 1844, représente les États-Unis à Jérusalem, en Cisjordanie et dans la bande de Gaza en tant que mission indépendante des États-Unis dont les membres ne sont pas accrédités auprès d'un gouvernement étranger.
En 2001, au sommet de Taba, Bill Clinton propose que Jérusalem puisse être une ville ouverte, capitale de deux États, israélien et palestinien.
En 2003, l'initiative de Genève accorde Palestiniens et Israéliens. Selon cet accord, « les capitales mutuellement reconnues des deux Parties seront situées dans des zones de Jérusalem placées sous leur souveraineté respective. »

### Transfert
Le 6 décembre 2017, le président américain Donald Trump déclare que les États-Unis reconnaissent Jérusalem comme capitale d'Israël et annonce son intention de déplacer l'ambassade américaine de Tel-Aviv vers Jérusalem,. Le 22 janvier 2018, le vice-président américain Mike Pence annonce que l'ambassade américaine ouvrira avant la fin de l'année 2019.
Les États-Unis inaugurent officiellement leur ambassade à Jérusalem le 14 mai 2018. La date correspond aux 70 ans de la déclaration d'indépendance de l'État d'Israël. Ivanka Trump, fille et conseillère du président Trump, représente les États-Unis lors de la cérémonie d'inauguration. Le bâtiment reçoit une bénédiction religieuse chrétienne faite par John Hagee et Robert Jeffress (en), deux pasteurs texans invités par Donald Trump qui, selon l'historien Jean-Pierre Filiu, se seraient fait remarquer dans le passé par des déclarations à caractère antisémite et liés à l'organisation de John Hagee, Chrétiens unis pour Israël. L'ambassade est établie dans les locaux occupés précédemment par le consulat général américain.
Dans le cadre de la Marche du retour, des manifestations sont organisées dans la bande de Gaza par le Hamas contre l’inauguration à Jérusalem de l’ambassade américaine. Ces manifestations sont perçues comme violentes par Israël,.
L'armée israélienne ouvre alors le feu depuis sa frontière avec Gaza : 62 Palestiniens sont tués,, dont 50 membres du Hamas et 3 membres du Jihad islamique palestinien,,,. Plusieurs centaines d'autres sont blessés - plus de 2000 blessés selon l'ambassadeur palestinien à l'ONU. Face à une critique internationale, Israël revendique son droit à défendre son intégrité territoriale,. Seuls les États-Unis soutiennent Israël au Conseil de sécurité des Nations unies : le 15 mai, l'ambassadrice américaine à l'ONU Nikki Haley déclare qu'Israël a fait preuve de retenue et réfute le lien entre ces violentes manifestations et l'ouverture de l'ambassade américaine à Jérusalem,.
Ce déplacement d'ambassade a été décrit comme un « acte de provocation et d’hostilité contre la nation islamique » dans un texte de l'Organisation de la coopération islamique.
Le dimanche 20 mai 2018, 10 000 personnes manifestent pacifiquement contre l'installation de l'ambassade des États-Unis à Jérusalem à Casablanca au Maroc, avec les slogans « Palestine’s eternal capital » et « Death to Israel ».

## Bâtiment de l’ancienne ambassade

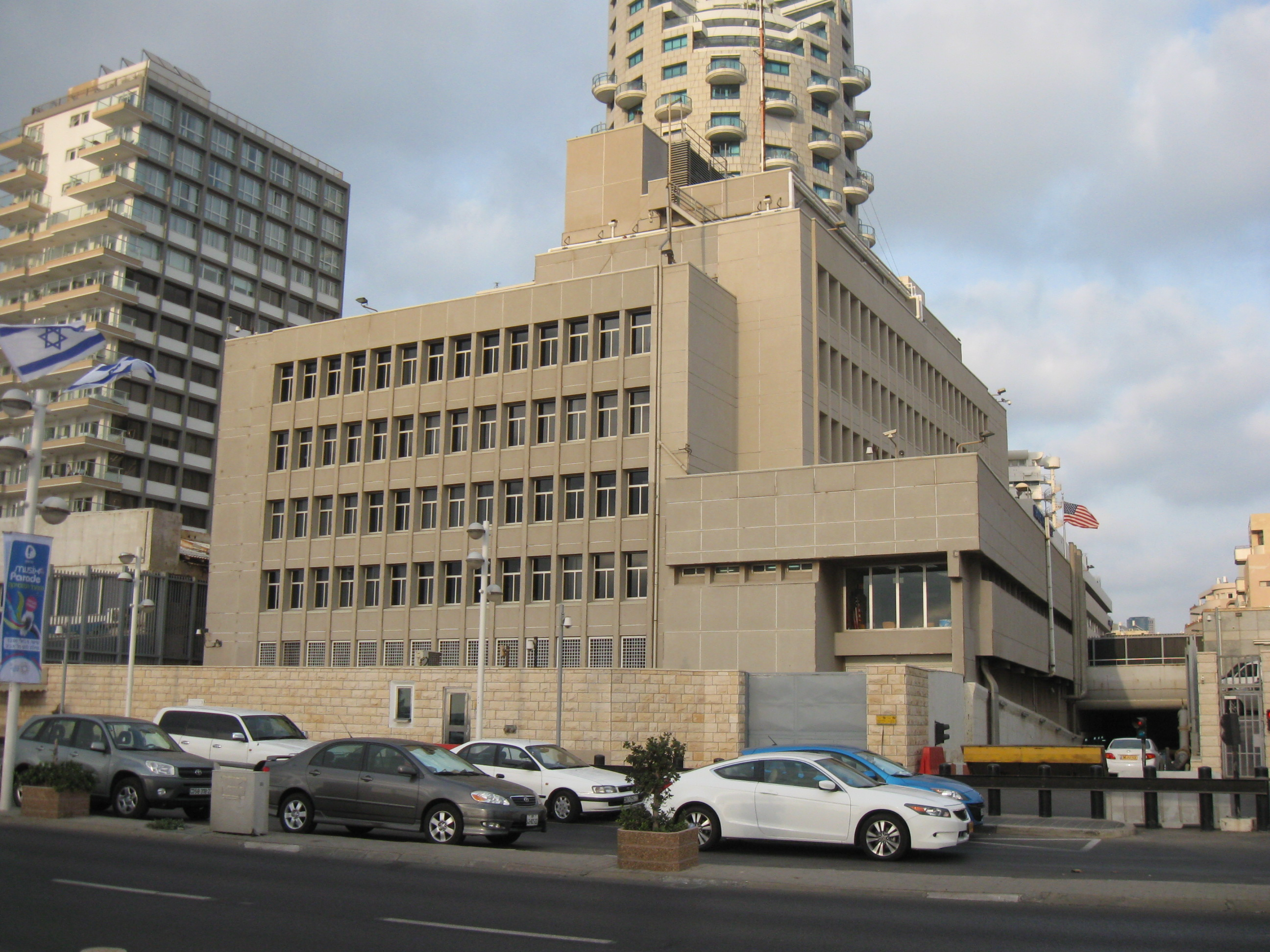
Bâtiment de l'ancienne ambassade à Tel-Aviv.

Le bâtiment de l'ancienne ambassade à Tel-Aviv, situé à l'intersection des rues Hayarkon et Shalom Aleichem, s'élève sur six étages avec une façade brute et fortifiée. Une barrière de sécurité a été érigée dans les années 1990 pour empêcher les attaques sur l'ambassade par des véhicules. Au sud de l'immeuble se trouve le parking, également entouré d'un mur. Le toit du bâtiment est couvert d'antennes et d'appareils électroniques.
La résidence de l'ancienne ambassade, située à Herzliya, près de Tel-Aviv, se retrouve vide ; le milliardaire américain Sheldon Adelson, soutien du transfert de l'ambassade, rachète alors le bâtiment pour un prix record de 67 millions de dollars.

## Ambassadeurs
| Diplomate           | Date de nomination | Date de remise des lettres de créance | Date de Fin de mission |
| ------------------- | ------------------ | ------------------------------------- | ---------------------- |
| Martin Indyk        | 16 novembre 1999   | 25 janvier 2000                       | 13 juillet 2001        |
| Daniel C. Kurtzer   | 12 juillet 2001    | 18 juillet 2001                       | 17 juillet 2005        |
| Richard Henry Jones | 2 août 2005        | 26 septembre 2005                     | 27 avril 2008          |
| James B. Cunningham | 30 juin 2008       | 17 septembre 2008                     | 21 mai 2011            |
| Daniel B. Shapiro   | 8 juillet 2011     | 3 août 2011                           | 20 janvier 2017        |
| David M. Friedman   | 15 décembre 2016   | 15 mai 2017                           | 20 janvier 2021        |
| Thomas R. Nides     | 15 juin 2021       | 5 décembre 2021                       | 21 juillet 2023        |
| Jack Lew            | 5 septembre 2023   | 5 novembre 2023                       | 20 janvier 2025        |
| Mike Huckabee       | 12 novembre 2024   | 21 avril 2025                         | en fonction            |